# Hintonburg
Hintonburg är en stadsdel i Kanadas huvudstad Ottawa, i provinsen Ontario.   Antalet invånare är 7 581.